# Ruellia caroliniensis
Ruellia caroliniensis är en akantusväxtart som först beskrevs av Johann Friedrich Gmelin, och fick sitt nu gällande namn av Ernst Gottlieb von Steudel. Ruellia caroliniensis ingår i släktet Ruellia och familjen akantusväxter.

## Underarter
Arten delas in i följande underarter:
- R. c. caroliniensis
- R. c. ciliosa
- R. c. peninsularis
- R. c. cinerascens
- R. c. heteromorpha
- R. c. serrulata
- R. c. succulenta

## Bildgalleri

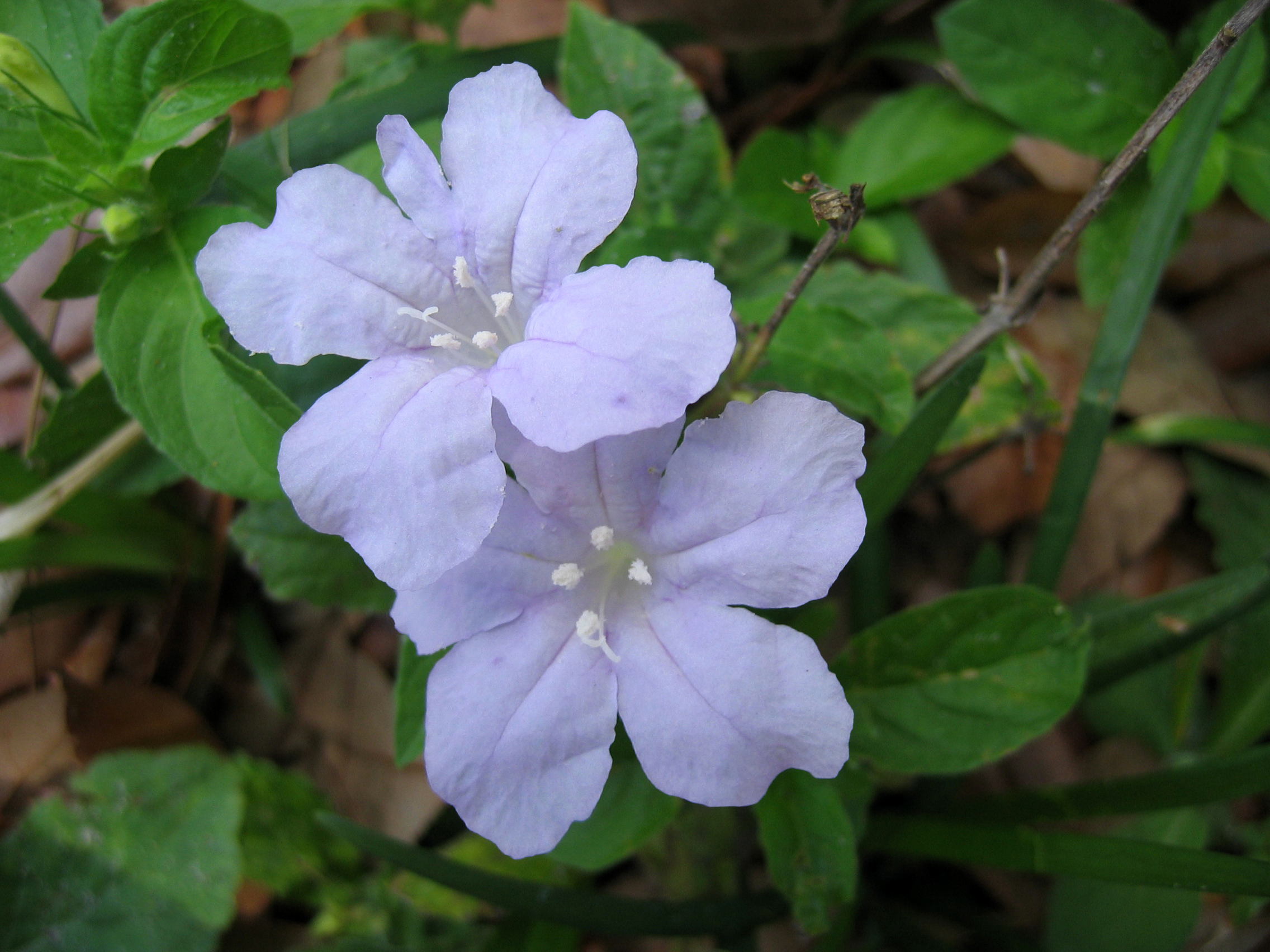
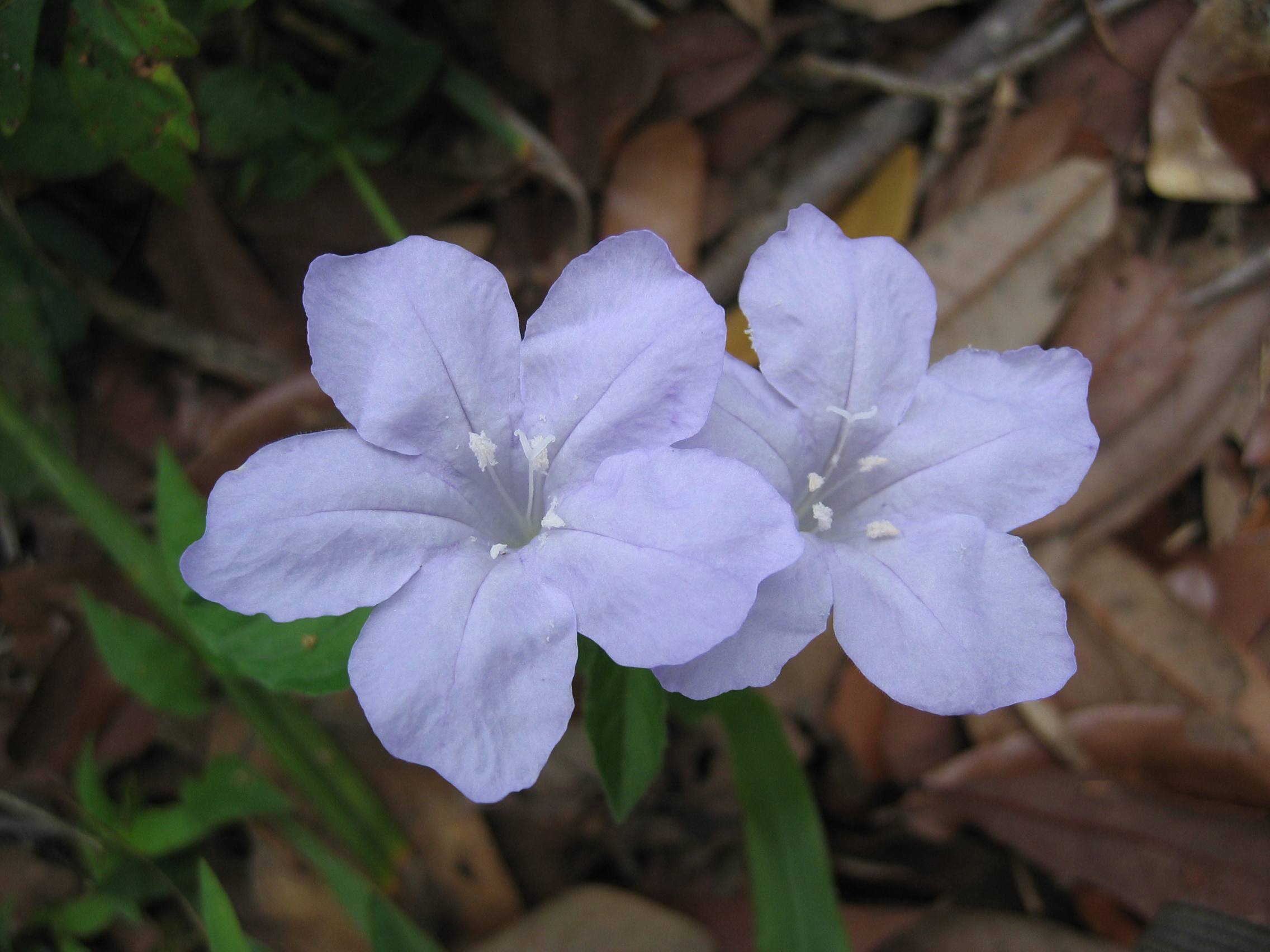
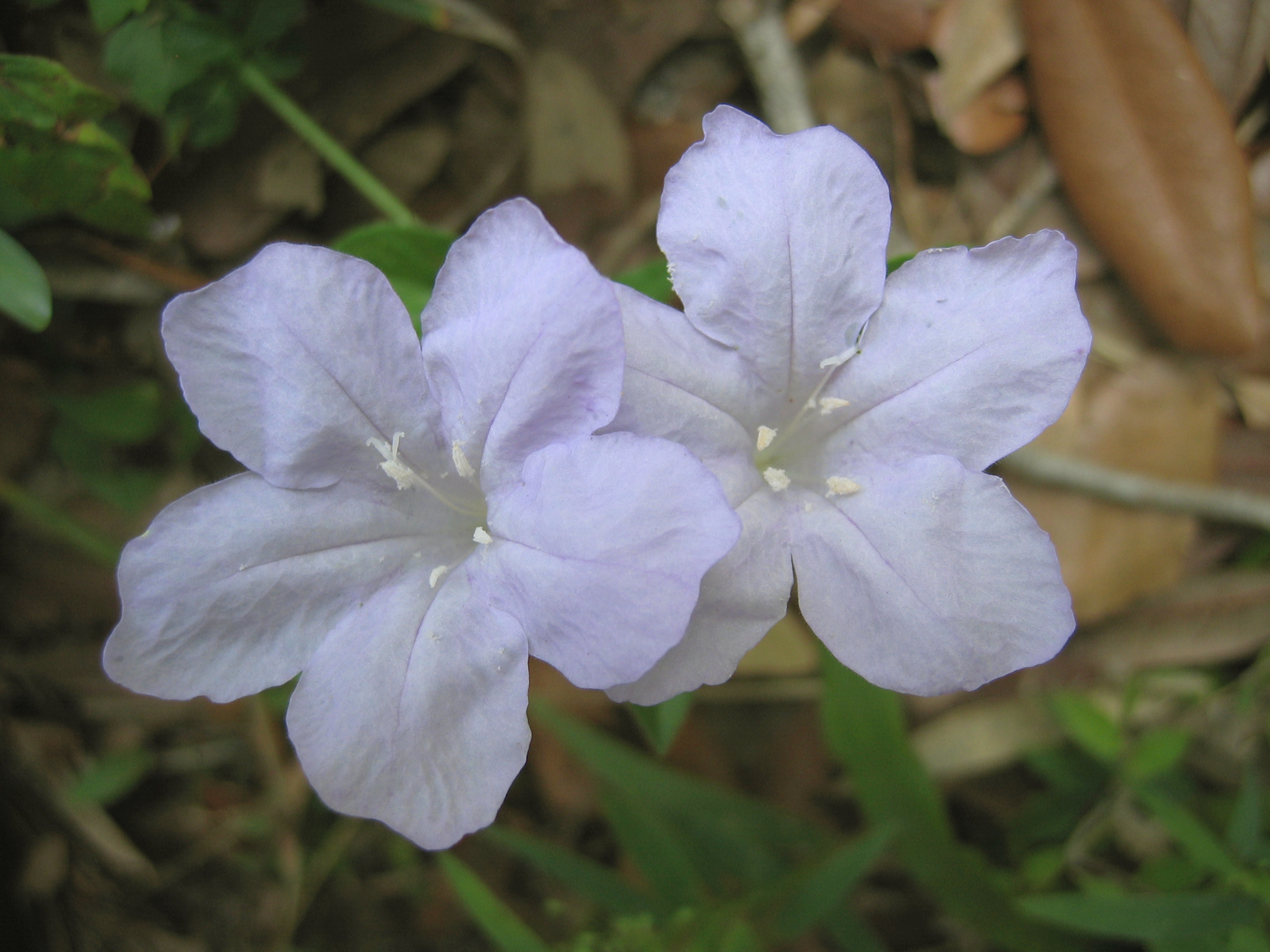
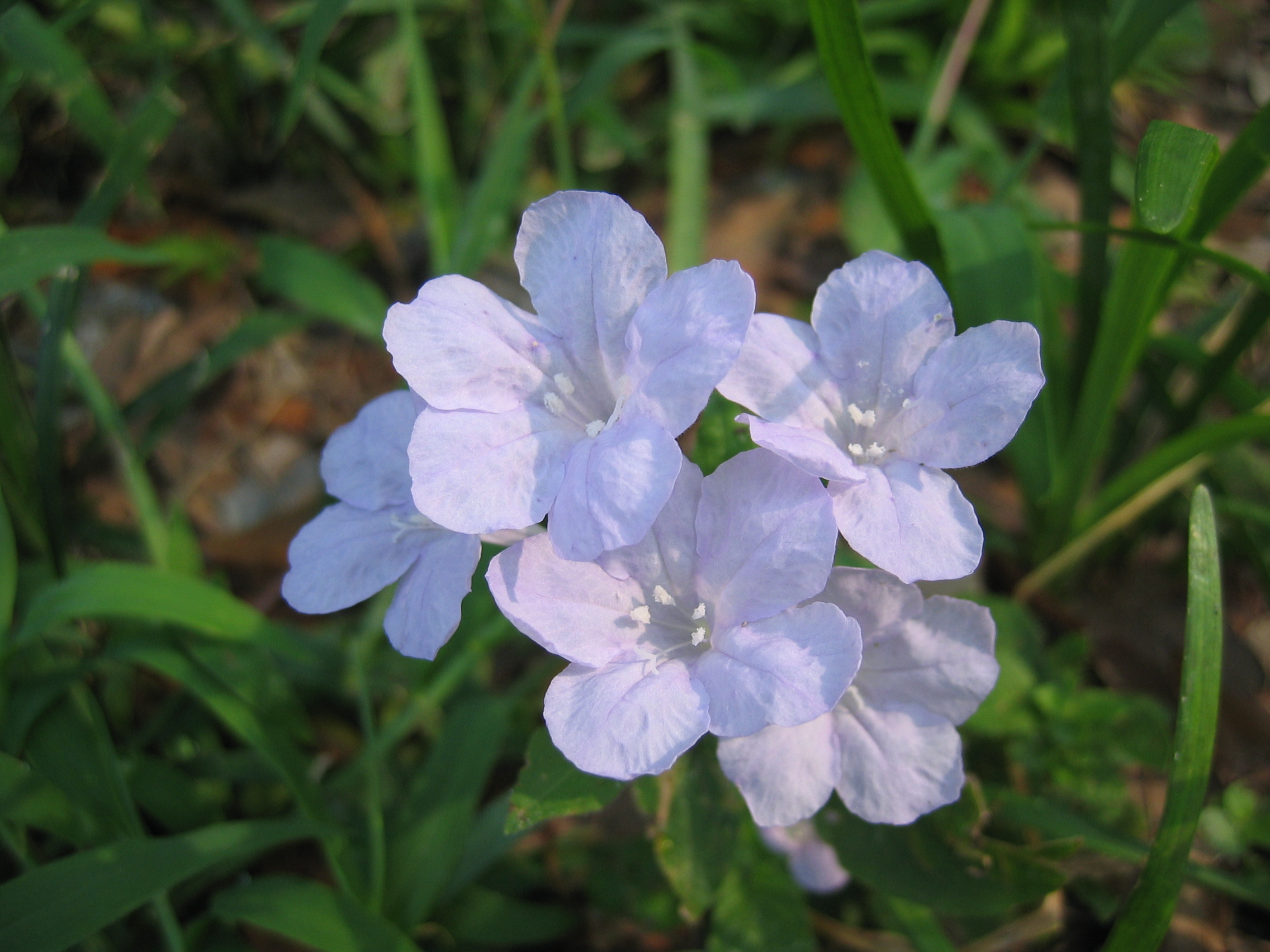
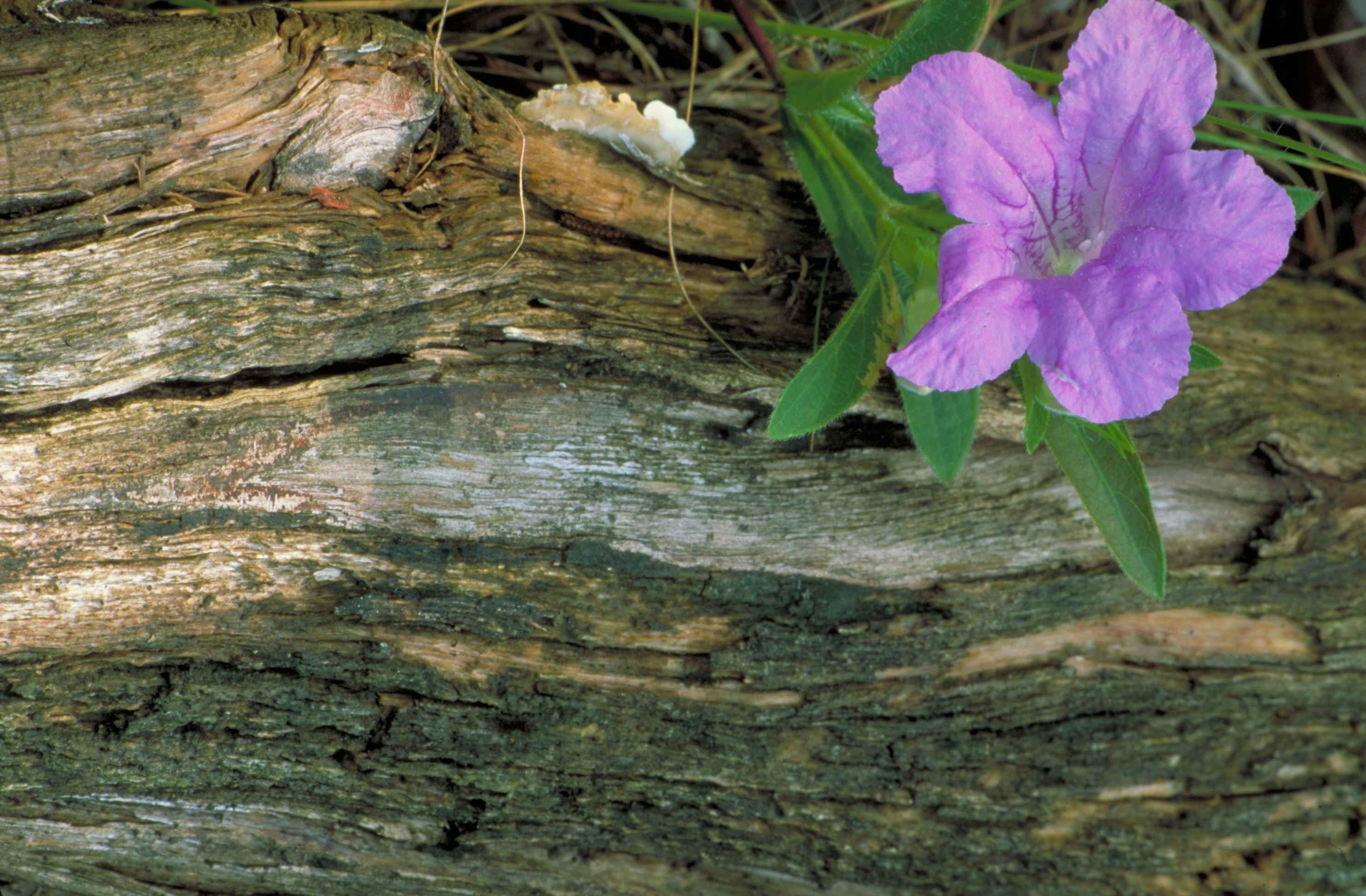